# Antimormonismo

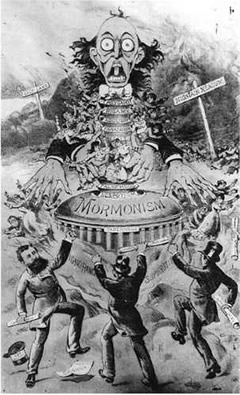
Caricatura política antimormona de finales del siglo XIX

El antimormonismo es un término utilizado por los miembros del Movimiento de los Santos de los Últimos Días, también conocido como mormonismo, y particularmente por la Iglesia de Jesucristo de los Santos de los Últimos Días, también conocida como iglesia mormona o iglesia SUD, para describir discriminación, persecución u hostilidad a las instituciones, creencias y/o adherentes al mormonismo y, de manera más subjetiva, para describir personas, acciones o material que desprestigian las instituciones, creencias y/o adherentes al mormonismo.
La oposición al mormonismo empezó incluso antes de que se establecieran legalmente las primeras iglesias SUD en 1830 y continúa en el presente. La oposiciones más notables ocurrieron durante el siglo XIX, particularmente durante la Guerra de Utah de la década de 1830, y en la segunda mitad del siglo XIX cuando la práctica de la poligamia en Utah (abandonada oficialmente en 1890) era considerada extensamente por el Partido Republicano de los Estados Unidos, junto con la esclavitud, como una de las «reliquias gemelas del barbarismo».

## Origen
El término antimormón  apareció por primera vez en un registro histórico en 1841, como parte del título de una publicación neoyorquina mencionando el objetivo de exponer los errores del mormonismo. El 16 de agosto de ese año el periódico de los Santos de los Últimos Días, el Times and Seasons reportó que los mormones confiaban que aunque el Almanque Anti-Mormón era un diseño de "Satanás y sus emisarios" para inundar la tierra con "mentiras y reportes malignos", "confiamos que en la providencia de Dios se atenderá, ultimadamente, a la gloria de Dios: el esparcir la verdad y el bien de la Iglesia". El periódico antimormón no fue el único de su tipo. El mormonismo había sido fuertemente criticado por docenas de publicaciones desde su creación, la más notable por el libro de Eber D. Howe Mormonismo al descubierto (1834). Los mormones  inicialmente tildaron dichas publicaciones simplemente como "anticristianos", pero la publicación del Almanque y la subsecuente formación de un «Partido Antimormón» llegaron a ser, de labios de algunos críticos de la iglesia, una autodesignación con un orgullosa y política misión.
Hoy en día, el término se usa primariamiente como descriptor de personas y publicaciones que se oponen a La Iglesia de Jesucristo de los Santos de los Últimos Días, aunque su alcance ha sido objeto de debate. Se usa por algunos para describir todo lo que se perciba ser crítico de la Iglesia SUD, mientras que otros lo reservan para personas y publicaciones críticas que se dedican a retórica deshonesta o incitante. Alineándose con este último término menos inclusivo, especialista SUD William O. Nelson sugiere en la Enciclopedia de Mormonismo, que el término incluye "cualquier oposición hostil o polémica al mormonismo o los Santos de los Últimos Días, tales como el malignizar al profeta fundador, sus sucesores, o las doctrinas o prácticas de la iglesia. Aunque las publicaciones antimormonas son a veces con buena intención, algunas tienden a tener forma vituperadora, de falsedad, caricaturas rebajantes, prejuicio y hostigamiento legal, conllevando a asalto tanto verbal como físico".

### Críticas al uso del término antimormonismo
Muchos de aquellos a quienes se les ha etiquetado como antimormones objetan la designación, argumentando que el término implica que el estar en desacuerdo o criticar el mormonismo se fundamenta en una forma inherente de prejuicio "antimormón" y no en ser parte de un debate legítimo y religioso basado en los hechos. Eric Johnson, por ejemplo, hace una distinción entre la "animosidad personal y el diálogo intelectual". Johnson insiste que su motivación es el "amor y la compasión por los mormones", y que aunque puede que se "halle culpable de estar en contra del mormonismo'", el encuentra que el sugerir que él sea antimormón es "tanto ofensivo como incorrecto". Stephen Cannon elabora:

"Es también de ayuda saber que los mormones son un grupo de personas unidas alrededor de un sistema de creencias. Por ello, el ser un "antimormón" es estar en contra de la gente. Los cristianos que desean comunicar el evangelio de Jesucristo a los mormones nunca no arrebatan en contra de gente de ninguna estirpo. Es cierto que los cristianos evangélicos tienen fuertes desacuerdos con el mormonismo, pero el argumento es con el sistema de creencias y no su gente. La gente SUD no son mejores ni peores que ningún otro grupo de gente. Cualquier disputa es en el desacuerdo con el "ismo" y no con el "mormón".

A su vez, el teólogo James White rechaza el término por faltar una terminología recíproca. Le escribió a un apologético SUD, "si se identifica usted como un antibautista, le permitiré llamarme un antimormón".
Incluso algunos miembros de la iglesia que escribieron negativamente sobre ella, especialmente aquellos que cuestionan sobre el tema de la naturaleza divina, han sido catalogados como antimormones. Aquellos miembros críticos de la Iglesia tienden a ser suspendidos o excomulgados, haciendo que los miembros activos tengan menor probabilidad de acatar sus obras (cf. los Seis de Septiembre, Grant Palmer, Thomas W. Murphy, etc). Igualmente, los ex-mormones que escriben sobre la iglesia tienden con frecuencia a ser catalogados como antimormones, aun cuando sus escritos no sean de naturaleza incitante. El debate sobre quien es un antimormón, con frecuencia despierta discusiones sobre autores y fuentes. Un punto de vista sugiere que "es solo otra catalogación usada para dibujar la línea sobre la arena que nos separe a 'nosotros' de 'ellos'". Otra opinión sugiere que "todos serán un 'anti', cuando no sean un 'pro-'".

Stephen Cannon ha discutido que el uso de la etiqueta es una “campaña de los SUD para rechazar los hechos presentados simplemente etiquetando la fuente como “antimormona”.
Los críticos del término también señalan que la Iglesia de Jesucristo de los Santos de los Últimos Días lo enmarca dentro de un contexto de persecución para cultivar un complejo de persecución, o que autores mormones promocionan el ideal de la promesa del la recompensa del cielo para los perseguidos por sus creencias.
Los mormones responden a estas acusaciones preguntando si los críticos como Johnson y Cannon realmente tienen mejores intereses que los mormones en el corazón. Para el tablero de 100 horas de Brigham Young University, la etiqueta del "antimormón" responde al propósito constructivo de advertir a los SUD lejos de los individuos que adoptan “odio y fanatismo”. Es mejor, dice el tablero, para un Santo confuso que “hable con alguien… eso tiene sus mejores intereses en el corazón, y entiende realmente lo que enseña la iglesia".
“En cuanto al complejo de persecución,” escribe Jeff Lindsay, “algunos de nosotros puede hacer un reparto demasiado grande de nuestro pasado y de malentendidos actuales.”  “Ha habido una diferencia de la manera que han tratado a los mormones en el pasado. Ha habido persecución genuina, aunque estamos agradecidos actualmente de que la violencia abierta contra nosotros ha cesado generalmente. Somos agradecidos por esta época de la comprensión y de la cortesía crecientes, y esperamos que dure. Pero el retórico contra los SUD ha muerto apenas abajo, y los antimormones verdaderos - a menudo profesionales - trabajan difícilmente para revolver encima de cólera. Urjo a todos vosotros a resistir tal intolerancia religiosa. No está inspirada por Dios".

## Historia

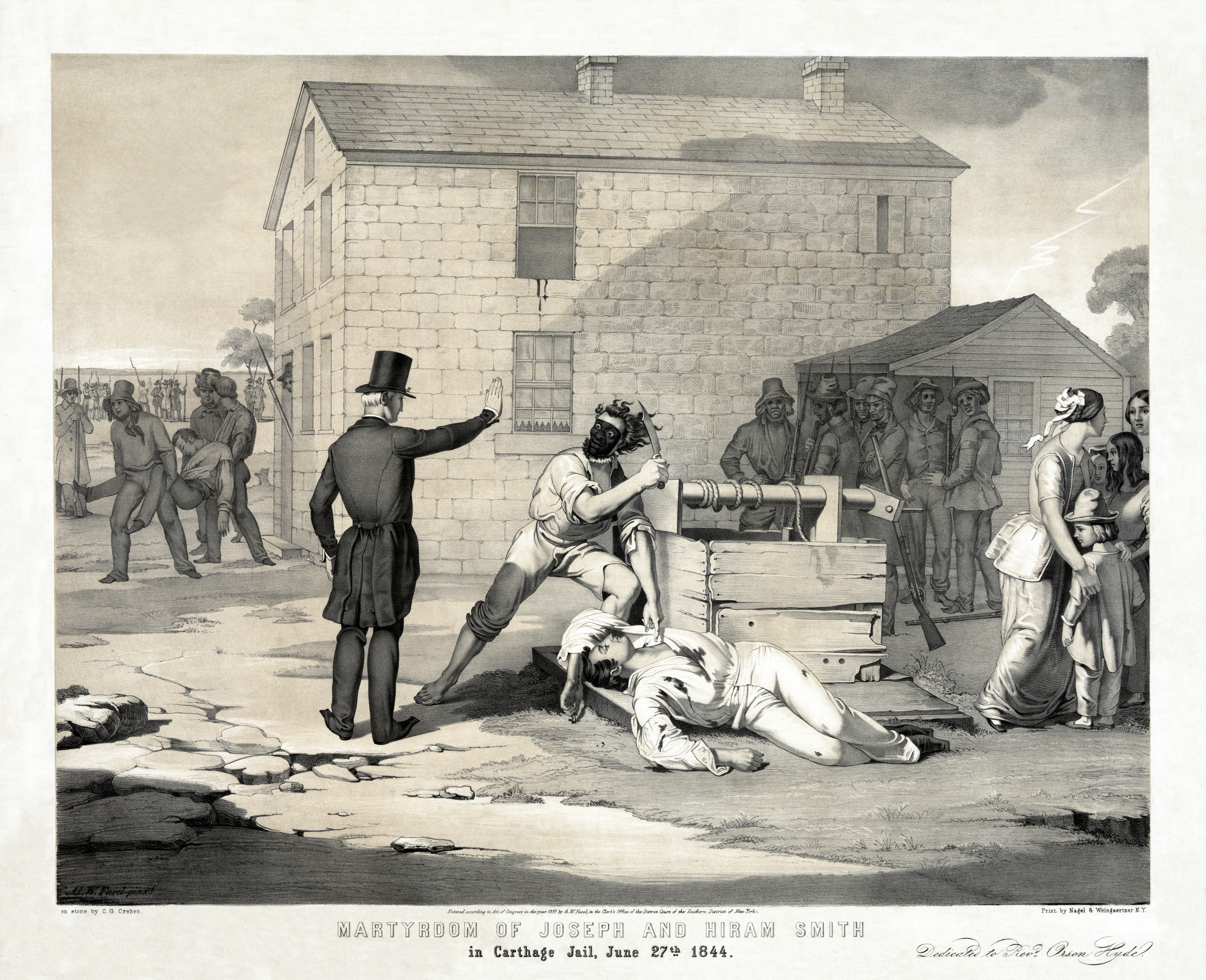
Litografía de 1851 en la que aparece el cuerpo de Joseph Smith siendo mutilado (Biblioteca del Congreso de los Estados Unidos).

El Movimiento de los Santos de los Últimos Días surgió al oeste de Nueva York, el área donde su fundador, Joseph Smith creció, durante el periodo de reavivación religiosas a principios del siglo XIX. Joseph Smith aseguró haber tenido muchas visiones de Dios, Jesucristo y profetas angélicales nativos de Norteamérica.
Estas aseveraciones no solían ser bien recibidas por su comunidad, tal y como se evidencia en el siguiente extracto de la explicación de Joseph Smith de la historia de la Iglesia SUD:

(...) uno de los predicadores metodistas... trató mi comunicado... con gran desprecio, diciendo que todo era obra del diablo, que no existían tales cosas o revelaciones en esos días; que todas las cosas habían cesado con los apóstoles, y que nunca habría más de ellas. Sin embargo, pronto descubrí que el contar mi historia había levantado una gran cantidad de prejuicios contra mí entre profesores de religión, y fue la causa de una gran persecución, la cual continúa aumentando, y aunque soy un chico oscuro, sólo entre catorce y quince años de edad, y mis circunstancias en la vida son las de un niño sin futuro en el mundo, aún los hombres de alta posición se fijarían lo suficiente como para volver a la gente contra mí y para crear una amarga persecución; y esto era común entre todas las sectas- todos unidos para perseguirme.

Mientras los ruidos de una llamada solían recibir un trato frío, la publicación eventual del Libro de Mormón y la organización oficial de la Iglesia de Cristo en 1830 cuando se encontraron con una gran oposición que aumentaba por varios frentes.

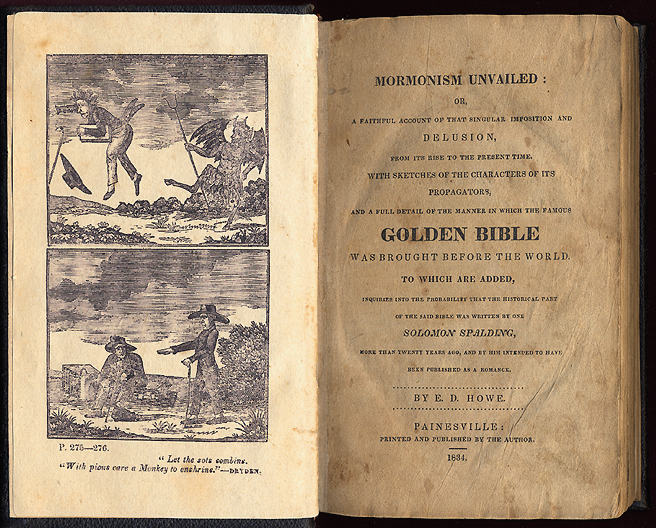
Portada de una de las primeras publicaciones antimormonas. E. D. Howe's Mormonism Unvailed (1834), which claimed que el Libro de Mormón fue escrito por Solomon Spalding.

En Ohio, los antimormones se centraron en los malogrados esfuerzos bancarios de la Kirtland Safety Society y otros experimentos económicos fallidos incluyendo la Orden Unida.

### Primeras publicaciones
Muchos de estos sentimientos antimormones fueron expresados en publicaciones durante la primera parte de la historia de la iglesia mormona. En su biografía de 1905 de Joseph Smith, Richard Lyman Bushman cita cuatro panfletos de 1838 como antimormones: Mormonism Exposed de Sunderland, Mormonism Exposed de Bacheler, Antidote to Mormonism de M'Chesney, y Exposure of Mormonism de Livesey.
El primero fue la obra de Origen Bacheler, que no tenía contacto directo con los contenidos de un debate entre el autor y Parley Pratt, con la parte de Pratt omitida. Richard Bushman describe la retórica del autor como una que no le distinguía de los «montones de polemistas de su época», proporcionando una visión del material antimormón de la época. El panfleto describe a Joseph Smith como un «mentecato», un «malabarista, buscador de dinero, adivino impostor» y, junto con los Testigos del Libro de Mormón, como «quizás los más infames mentirosos e impostores que jamás hayan existido. Por sus engaños y sus mentiras, les estafaron y les quitaron sus propiedades, perturbaron el orden público, excitaron un espíritu de ferocidad y asesinato, y guiaron a multitudes al por el mal camino en un asunto en el cual, de todos los demás, tenían un mayor interés». Expresó su indignación por los «malhechores que están agitándose en la ignorancia y la credulidad de aquellos sobre los que han podido reproducir su impostura». Describió el Libro de Mormón como «el más bruto, ridículo, imbécil, la preocupación más despreciable, que jamás hubiera sido presentada a la sociedad como revelación». Creía que la religión «no podía ser vista en otra luz que en las monstruosas molestias públicas, que debían ser disminuidas de inmediato» y que los mormones eran «el más vil, el más impúdico, el más impío puñado de charlatanes y mentirosos con que ninguna comunidad jamás hubiera caído en desgracia y hubiera sido maldecida» Antidote to Mormonism describes Mormons as "miserable enemies of both God and man - engines of death and hell." He described combat with them as being "desperate, the battle is one of extermination." Bushman describes the characteristics of these anti-Mormon materials as sensationalizing actuality:

Los escritos de los críticos controlaban en gran parte la lectura pública de la imagen de [José Smith] para el próximo siglo, con resultados lamentables para los biógrafos. La aguda caricatura de "Joe Smith", como el fraude y el estafador borró la persona real. Fue una combinación de socarrón y mentecato. Nadie tuvo que explicar qué motivos lo guiaron. Era un prototipo fijo, el hombre de confianza, bien conocido en la literatura de la América de la preguerra. Los norteamericanos sabían todo acerca de estos sinvergüenzas insidiosos que socavaron el orden social y arruinaron las vidas de sus víctimas inocentes. José Smith se convirtió en el peor de ellos -. Un fraude religioso que se aprovechó de los anhelos sagrados del alma humana.

### Sherlock Holmes
En la novela de Arthur Conan Doyle, Estudio en escarlata (1887), en la cual el famoso detective ficticio Sherlock Holmes aparece por primera vez, incluye una descripción parcial de la migración mormona hacia el oeste y la fundación de Salt Lake City.
Se presenta a los mormones como violentos e intolerantes, que sistemáticamente aterrorizan a sus vecinos y les fuerzan al matrimonio polígamo con chicas no mormonas contra su voluntad (en efecto, aplican a los mormones el famoso tema de chicas europeas forzadas a formar parte de harenes orientales).
Conan Doyle no había precisado para difamar a mormones como tal, pero para escribir una novela de suspense; la descripción de los mormones que él tomó de trabajos anteriores y tomó pues efectivo simplemente cabido su propósito que escribía, proporcionando un fondo de delitos oscuros en el Utah “del salvaje oeste" que conduce a la recompensa en las calles del Londres victoriano que el detective inglés necesita destapar. No obstante, dado el éxito enorme de la serie de Sherlock Holmes, los prejuicios antimormones ganaron una distribución que nunca habrían podido conseguir de otra forma.
Más tarde, en su carrera, Conan Doyle disculpado a los mormones por su cuenta espeluznante de ellos como siendo empapado en el secuestro, el asesinato y el enslavement. Durante un viaje en 1923 a los Estados Unidos se invitó a Doyle a que hablara con el Movimiento de los Santos de los Últimos Días en la Manzana del Templo, donde, mientras que algunos mormones individuales expresaron su amargura, en general estaba caliente la atmósfera y más lejos de las mejores expectativas del famoso autor, y sus últimas escrituras presentó a los mormones en una atmósfera muy positiva.
Sin embargo, un libro una vez escrito escapa del control incluso de su autor.
Dado el renombre que aguanta de Sherlock Holmes, “un estudio en escarlata” sigue estando continuamente en impresión después de que más de un siglo y es probable que vuelva a ser reimpresa para el futuro próximo, en el inglés original y en la traducción a las docenas de otros idiomas - la perpetuación de los prejuicios antimormones contenidos en el trabajo del decimonoveno siglo en el cual ellos mismos son olvidados, e influyen en numerosos lectores en muchos países en los cuales tienen muy pocas fuentes de información sobre los mormones.

## Formas
La oposición más vehemente contra La Iglesia de los Santos de los Últimos Días proviene de individuos o grupos asociados al Christian countercult movement, el cual es un fenómeno  Cristiano Evangélico. Según Daniel C. Peterson y Massimo Introvigne, se ha identificado dos oleadas mayoritarias de moderno pensamiento antimormón.[cita requerida]

### Tradicionales
Los antimormones tradicionales, según Peterson, son aquellos que "están contentos de argumentos que el mormonismo es falso" e "incompatible con la Biblia.

### New Age
Los antimormones del New Age han generado considerablemente más controversia que la categoría anterior.
El más destacado es Ed Decker, productor de The God Makers y The God Makers II, así como el autor de los libros con el mismo nombre. The God Makers ha atraído la crítica no sólo desde el mormonismo, sino también de antimormones tradicionales.
La película está considerada como mordaz y engañosa, e incluso ha provocado amenazas de bomba contra los centros de reunión mormones y amenazas de muerte contra sus miembros.
Cuando Decker fue denunciado por Jerald y Sandra Tanner, fue muy lejos acusándoles de estar pagados por la Iglesia de los Santos de los Últimos Días e incluso de estar endemoniados. Decker y sus socios ofrecieron exorcizar a los Tanners y expresaron una gran tristeza cuando ellos renunciaron.
Muchos más extremistas que Decjer son algunos de sus socios. William Schnoebelen, por ejemplo, casualmente observó  que "las marcas de las prendas del templo mormón 'están escondidas juntas por un  subtle occult web of sexual energy which is activated by pressure from the two highest grips in the LDS Temple endowment.'"' Tom Kellie similarly insisted that "the wives of Mormon apostles were compelled to submit to a special sexual type of operation." Otros antimormones del New Age les han llamado "paganos" y se han referido al `mormonismo como "una fuente de cieno".

### Protestas
Los manifestantes antimormones han sido visibles como “predicadores de la calle” en Conferencias generales de los SUD y templos. En el templo recientemente construido de Sacramento, por ejemplo, los manifestantes dispersaron los folletos a los visitantes que vinieron a tomar un viaje dirigido. También soportaron las muestras que dirigían a gente a la página web críticos de la iglesia SUD. Notably, protesters also made an appearance at the 2002 Winter Olympics in Salt Lake City. Un grupo que orgaiza de forma activa tales protestas, una ONG llamada Mormonism Research Ministry, insiste en que sus actividades no son "antimormonas".

Our goal at MRM is not to be antagonistic. In fact, whenever a representative of MRM speaks publicly on this subject, we often emphasize how Christians should reflect a Christ-like attitude when sharing their faith. We must be firm in our convictions but compassionate and patient as well....It is true that, just as some Mormons want nothing more than to ridicule and insult those with whom they disagree, some Christians have done the same. This is wrong and always will be wrong

Algunos grupos han sido vistos tirando copias del Libro de Mormón al suelo, pisándoles, usando vestiduras del templo, las cuales son sagradas para los mormones, para limpiarse el culo, y otras acciones ofensivas similares.
Como resultado de las protestas organadas en los eventos mormones, un número de SUD, e incluso no mormones, han empezado a contramanifestarse en los eventos (cantando himnos, por ejemplo).

### Violencia
Los actos tangibles de violencia contra los Santos de los Últimos Días son considerados menos comunes hoy en los Estados Unidos que en el siglo XIX. En su libro How Wide the Divide, Craig L. Blomberg recuerda un incidente en los años ochenta en el cual protestantes antimormones lanzadon piedras desde fuera del templo de Denver y se informó de un ataque con bombas incendiarias.
Las persecuaciones contra los mormones en los Estados Unidos ha tenido también de forma ocasional la forma de actos de vandalismo contra propiedades de la Iglesia SUD. En América Latina, sin embargo, el odio a los mormones ha tomado una forma mortal. En mayo de 1989, miembros de una organización terroristas denominada Fuerzas Armadas de Liberación Zarate Willka asesinó a dos misioneros mormones en La Paz, Bolivia. Otro grupo terrorista boliviano, el Ejército Guerrillero Túpac Katari, se proclamó autor de dos ataques a capillas mormonas. El Movimiento Juvenil Lautaro en Chile activó 27 bombas de pequeña escla contra iglesias mormonas en 1992. Actos similares de terrorismo en contra de los mormones han sido cometidos en Colombia, Perú, Argentina, la República Dominicana, Ecuador y Venezuela. El MIPT Terrorism Knowledge Base enlista 149 ataques individuales llevados a cabo contra objetivos mormones en América Latina desde 1983. También enlista un ataque con bomba a una capilla en Croacia.

## Respuestas

### Oficiales
Aunque una posición en el antimormonismo no es parte de la doctrina oficial de La Iglesia de los Santos de los Últimos Días, ha sido mencionado especialmente en un número de charlas de la Conferencia General organizadas por las Autoridades Generales y apóstoles.
Marvin J. Ashton, hablando como un miembro del Quórum de los Doce Apóstoles, empezó un otoño de 1982 relatando una experiencia que tuvo con un manifestante fuera de la Manzana del Templo. Fue para declarar "al mundo, y especialmente a los miembros de La Iglesia de Jesucristo de los Santos de los Últimos Días" que "no hay tiempo para la contención". Después citó a Robert Frost en su respuesta al antimormonismo:

The poet Robert Frost once defined education as 'the ability to listen to almost anything without losing your temper or your self-confidence.' Probably we will never be free of those who are openly anti-Mormon. Therefore, we encourage all our members to refuse to become anti-anti-Mormon. In the wise words of old, can we 'live and let live'?